# Лукас Де Олівейра Кунья
Лукас Де Олівейра Кунья або просто Лукас (порт.-браз. Lucas de Oliveira Cunha, нар. 30 липня 1997, Катагуазіс, Мінас-Жерайс, Бразилія) — бразильський футболіст, півзахисник.

## Життєпис
З 17-річного віку виступав за «Фрібургенсі» у Лізі Каріока 2015, зіграв 7 матчів у Кубку Гуанабара. У 2016 році допоміг «Фрібургенсі» виграти Кубок Ріо, але на початку 2017 року, не зумівши домовитися про новий контракт, залишив розташування клубу.
У футболці «Можи-Мірім» дебютував у поєдинку Серії C чемпіонату Бразилії проти «Ботафого» (Сан-Пауло). До відходу з клубу зіграв ще один матч у чемпіонаті Бразилії.
Потім грав за «Матоненсі». Наприкінці 2018 року перейшов у «Прімаверу», з якою підписав контракт на сезон Серії А3 Ліги Пауліста 2019 року. У вище вказаному турнірі зіграв 8 матчів.
Влітку 2019 року підсилив «Сурхан». У новій команді дебютував 17 серпня 2019 року в програному (1:2) виїзному поєдинку 17-го туру узбецької Суперліги проти «Коканда 1912». Лукас вийшов на поле на 69-й хвилині, замінивши свого співвітчизника Дугласа Тругіньйо. В Суперлізі Узбекистану зіграв 7 матчів, ще 1 поєдинок провів у кубку країни.
Наприкінці лютого 2020 року підписав контракт з «Балканами». У зорянській команді дебютував 10 липня 2020 року в нічийному (3:3) виїзному поєдинку 23-го туру Першої ліги проти краматорського «Авангарда». Лукас Кунья вийшов на поле на 77-й хвилині, замінивши Луіза Фернандо.